# Sigfrid Larsson

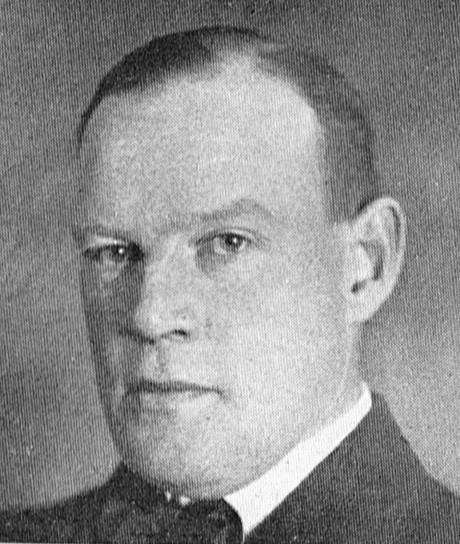
Sigfrid Larsson.

Sigfrid Daniel Larsson, född 1 januari 1882 i Stockholm, död 9 oktober 1968 i Stockholm, var en svensk byggnadsingenjör, arkitekt och byggmästare samt simhoppare. 

## Biografi

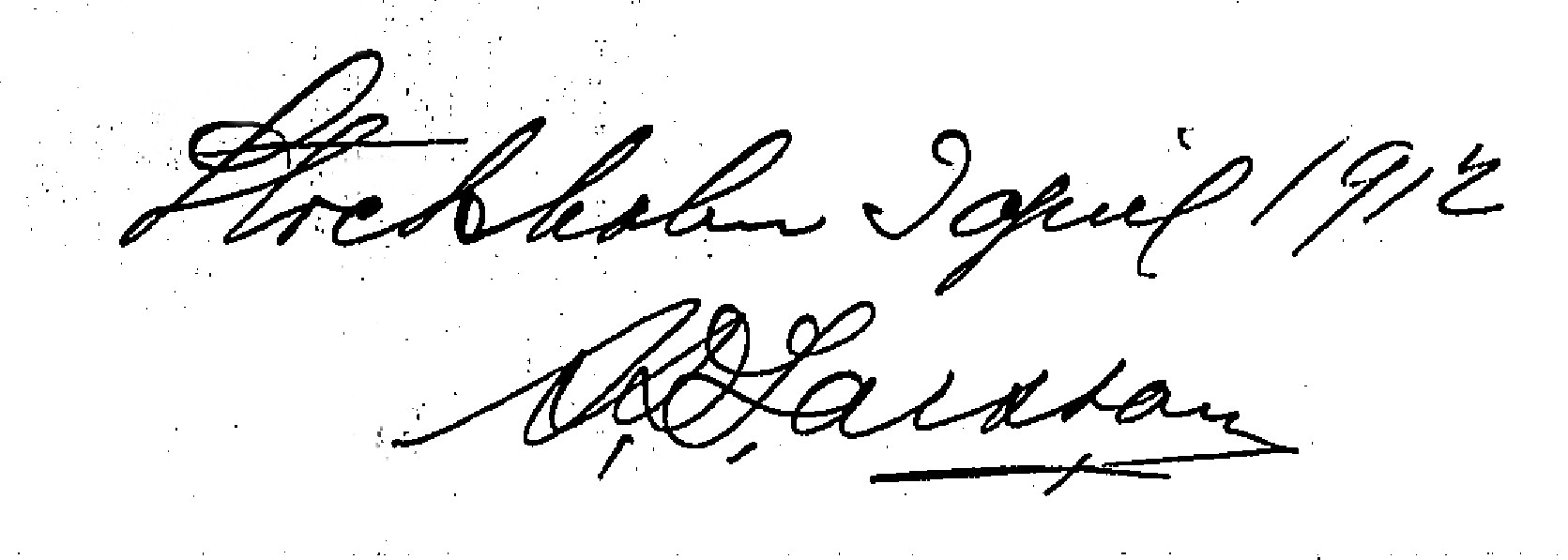
Namnteckningen 1912.

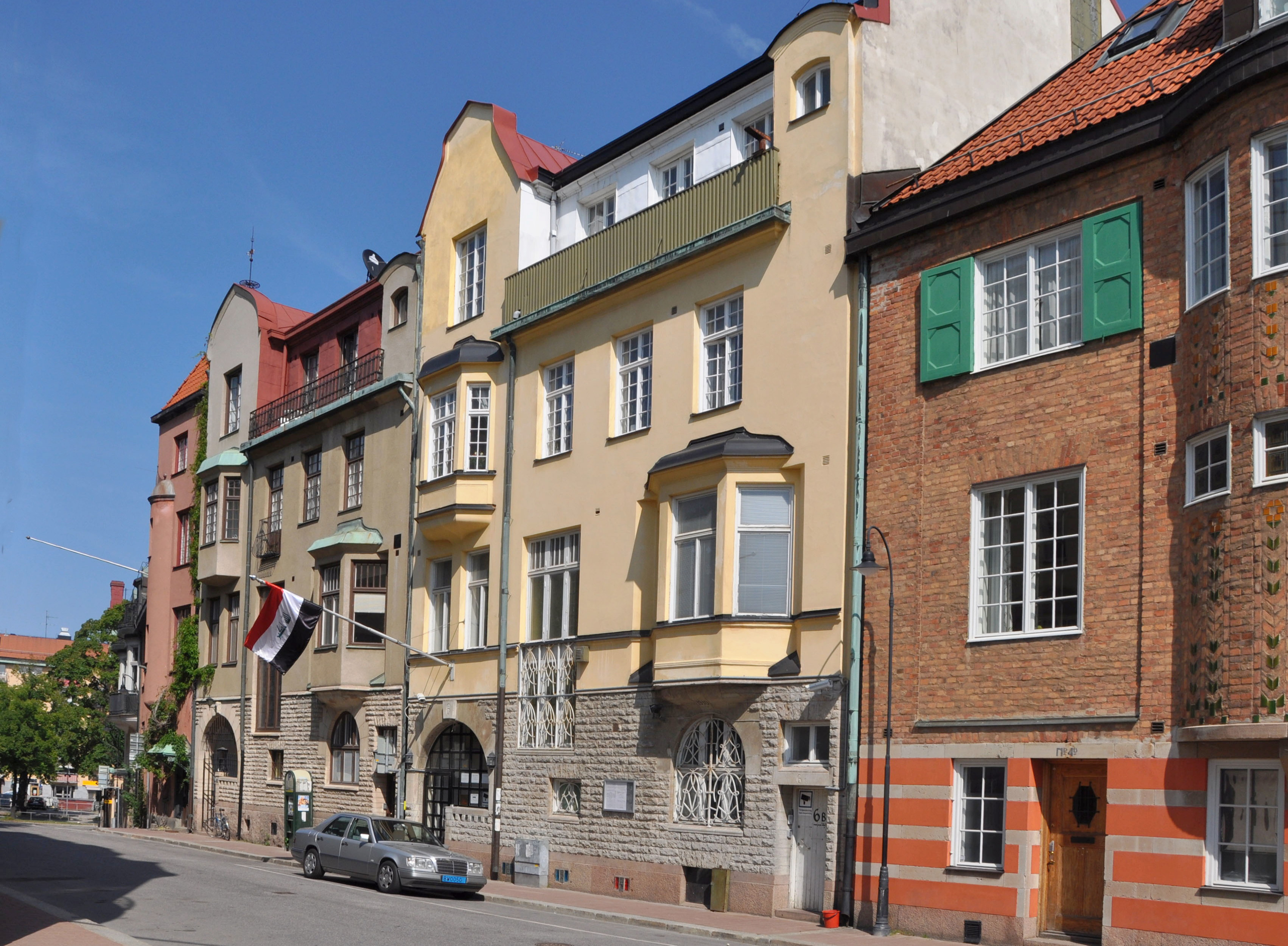
Piplärkan 3 (i mitten) och Piplärkan 4.

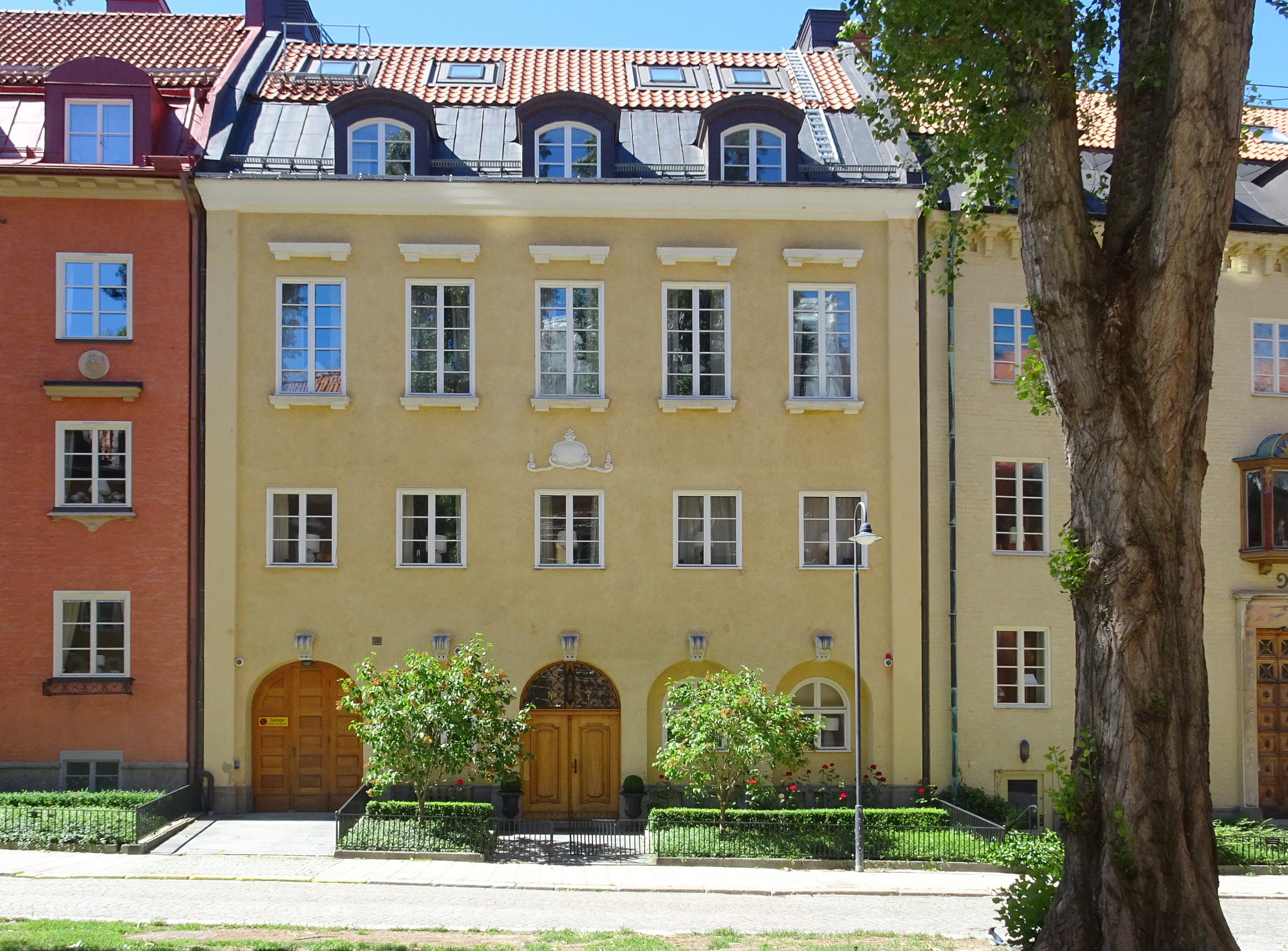
Tysta gatan 7, Musketören 3.

Larsson var son till fabrikören och bildhuggaren Johan August Larsson och Kristina Sofia Eklund. Han utexaminerades från Byggnadsyrkesskolan 1903 och praktiserade mellan 1903 och 1906 på olika arkitekt- och byggnadskontor. Åren 1906 till 1909 var han verksam som verkmästare vid olika byggen. Från 1909 drev han egen byggverksamhet i Stockholm.
Bland hans arbeten märks fastigheten Sånglärkan 4 vid Sköldungagatan 8 i Lärkstaden som han 1911–1912 byggde och sedan ägde under några år. Han bodde dock inte där utan hyrde ut. Larsson var även verksam som arkitekt för Piplärkan 3 och Piplärkan 4, båda uppförda  1909–1910 och nästan identiska samt belägna vid Baldersgatan 6 respektive 8 i Lärkstaden. 
Piplärkan 4 byggde han åt sin far Johan August Larsson och kom själv att bo där med sina föräldrar och sex syskon. Piplärkan 3 ägdes 1910 av hovfotografen Lars Larsson som privatvilla, sin ateljé hade han dock vid Humlegårdsgatan 21. Sedan 1984 ligger här Iraks ambassad i Stockholm. Under första världskriget var Larsson även byggherre, arkitekt och byggmästare för flerbostadshuset Safiren 5 vid Bergsgatan 2 / Kaplansbacken 3 på Kungsholmen. Efter första världskriget byggde han två flerfamiljshus vid Tysta gatan 7 (Musketören 3) och 10 (Furiren 11).

## Privatliv
Larsson var gift med Majhill Lindström. Han var aktiv idrottsman och deltog för Sverige i simhopp i de Olympiska sommarspelen 1906 i Aten och i London 1908. Larsson fann sin sista vila på Norra begravningsplatsen där han gravsattes den 5 november 1968 i familjegraven. I samma grav finns även hans far, avliden 1933 och mor, avliden 1925.

## Referenser

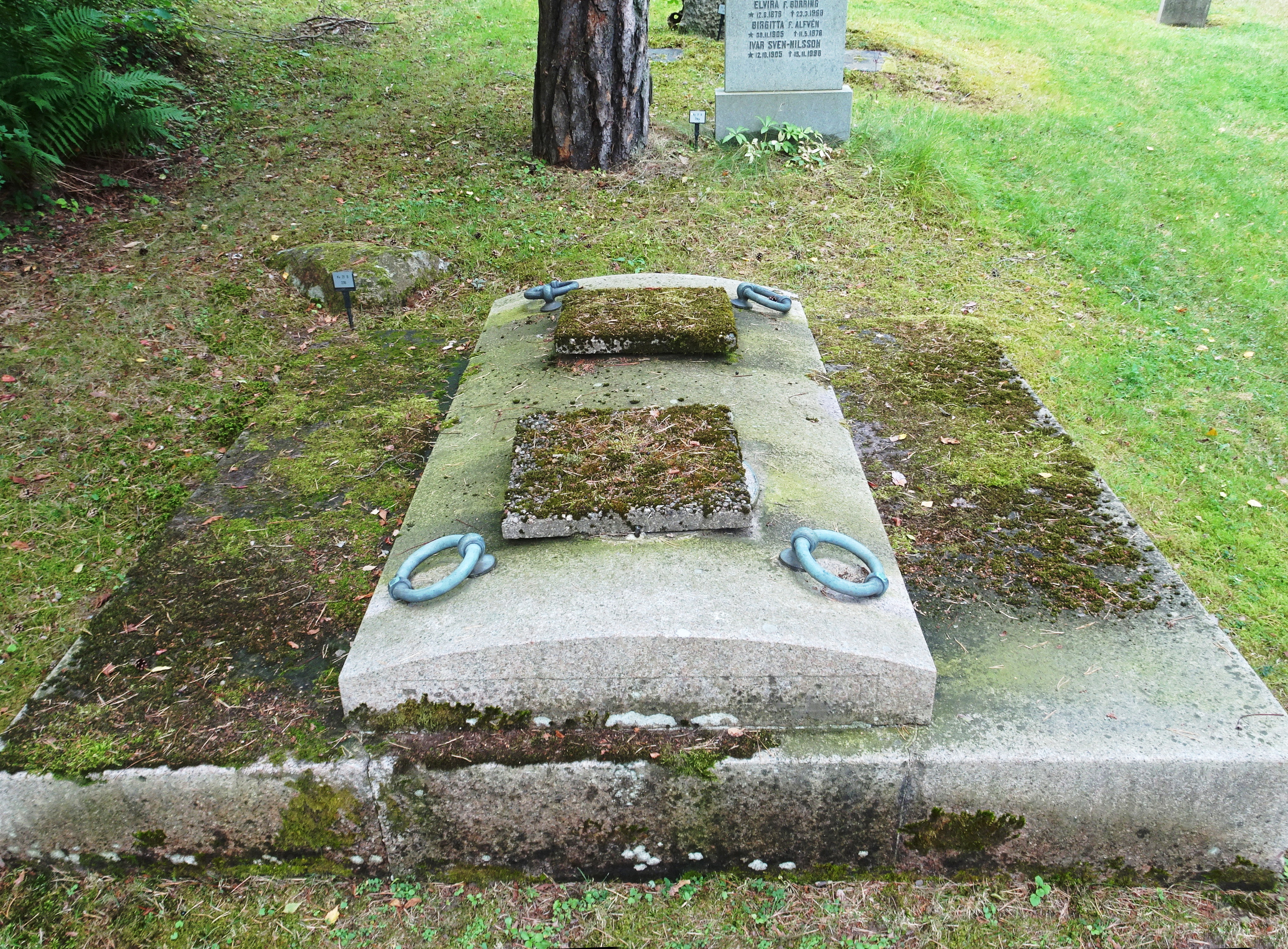
Larssons familjegrav på Norra begravningsplatsen.